# Timoteu (escriptor)
Timoteu (en llatí Timotheus, en grec antic Τιμόθεος) fou un escriptor atenenc autor d'una obra biogràfica de la que Diògenes Laerci en fa alguns extractes referits (que se sàpiga) a Plató, Espeusip, Aristòtil i Zenó d'Elea.
L'època en què va viure és desconeguda, però se sospita que podia ser al segle III aC o segle II aC.